# 広見インターチェンジ

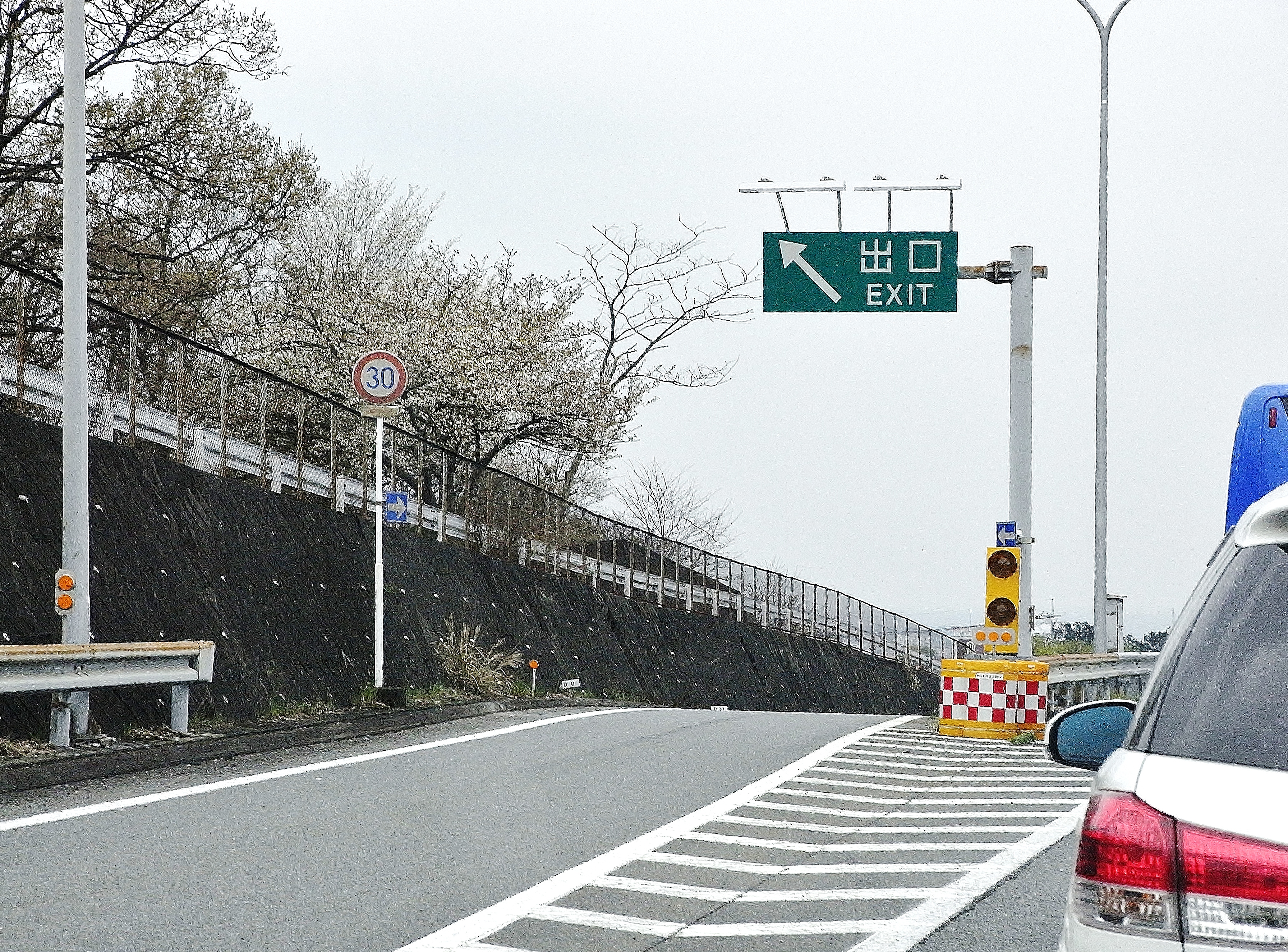
広見インター出口（上り線）

広見インターチェンジ（ひろみインターチェンジ）は、静岡県富士市にある西富士道路のインターチェンジである。

## 道路
- 西富士道路

## 接続する道路
- 静岡県道72号富士白糸滝公園線

## 周辺
- 広見公園
- 富士市立博物館
- 厚原スポーツ公園
- 富士市総合運動公園
- 静岡県立富士東高等学校

## 隣
西富士道路
(9)富士IC - 広見IC - (7)新富士IC